# Recha Freier
Recha Freier (ur. 29 października 1892 w Norden, zm. 2 kwietnia 1984 w Jerozolimie) – żydowska pisarka.
Recha Freier urodziła się jako Recha Schweitzer. Ukończyła studia językowe na uniwersytecie i pracowała jako nauczycielka i badaczka folkloru. W 1919 roku poślubiła rabina dra Moshe Issachara Freiera. Jej życie zmieniło się w 1932 r., kiedy grupa niemieckiej żydowskiej młodzieży, która straciła pracę z powodu bycia Żydami, zwróciła się do niej o pomoc w znalezieniu pracy. Po tym incydencie Freier zaczęła aktywnie walczyć z trudnościami, przed którymi stanęli niemieccy Żydzi po dojściu do władzy partii nazistowskiej. W tym samym roku opracowała i zrealizowała wizję Youth Aliyah: sprowadzenia żydowskiej młodzieży z Niemiec do Palestyny i umieszczenia ich w kibucach. Pierwsza grupa Youth Aliyah przybyła do Palestyny w 1932 r., korzystając z funduszy zebranych przez Freier. Wizja Freier zyskała oficjalne uznanie na Kongresie Syjonistycznym w 1933 r., kiedy postanowiono założyć oficjalne biuro, które zarządzałoby zadaniem sprowadzenia żydowskiej młodzieży do Palestyny. Jednocześnie jednak zdecydowano, że Henrietta Szold, a nie Recha Freier, będzie szefową projektu. Szold, dzięki doświadczeniu, które zdobyła przy założeniu Hadassah, była postrzegana jako bardziej odpowiednia do zarządzania Youth Aliyah. Od tego momenty pojawiły się znaczne napięcie pomiędzy Szold i Freier, które nadal niestrudzenie pracowały, aby sprowadzić więcej młodzieży żydowskiej do Palestyny. Do 1939 r. Freier sprowadziłz około 7000 dzieci do Palestyny. W 1941 r. Freier również wyemigrowała do Palestyny, a w 1943 r. założyła projekt zapewniający edukację i pomoc dzieciom z rodzin borykających się z problemami. Freier również zaczęła działać w dziedzinie muzyki izraelskiej. Założyła fundusz dla kompozytorów izraelskich, który promował współczesną muzykę izraelską. W 1975 r. Freier otrzymała doktorat honoris causa Uniwersytetu Hebrajskiego. W 1981 roku otrzymała Nagrodę Izraela w uznaniu jej wybitnego wkładu dla społeczeństwa.